# Benoît Gonon

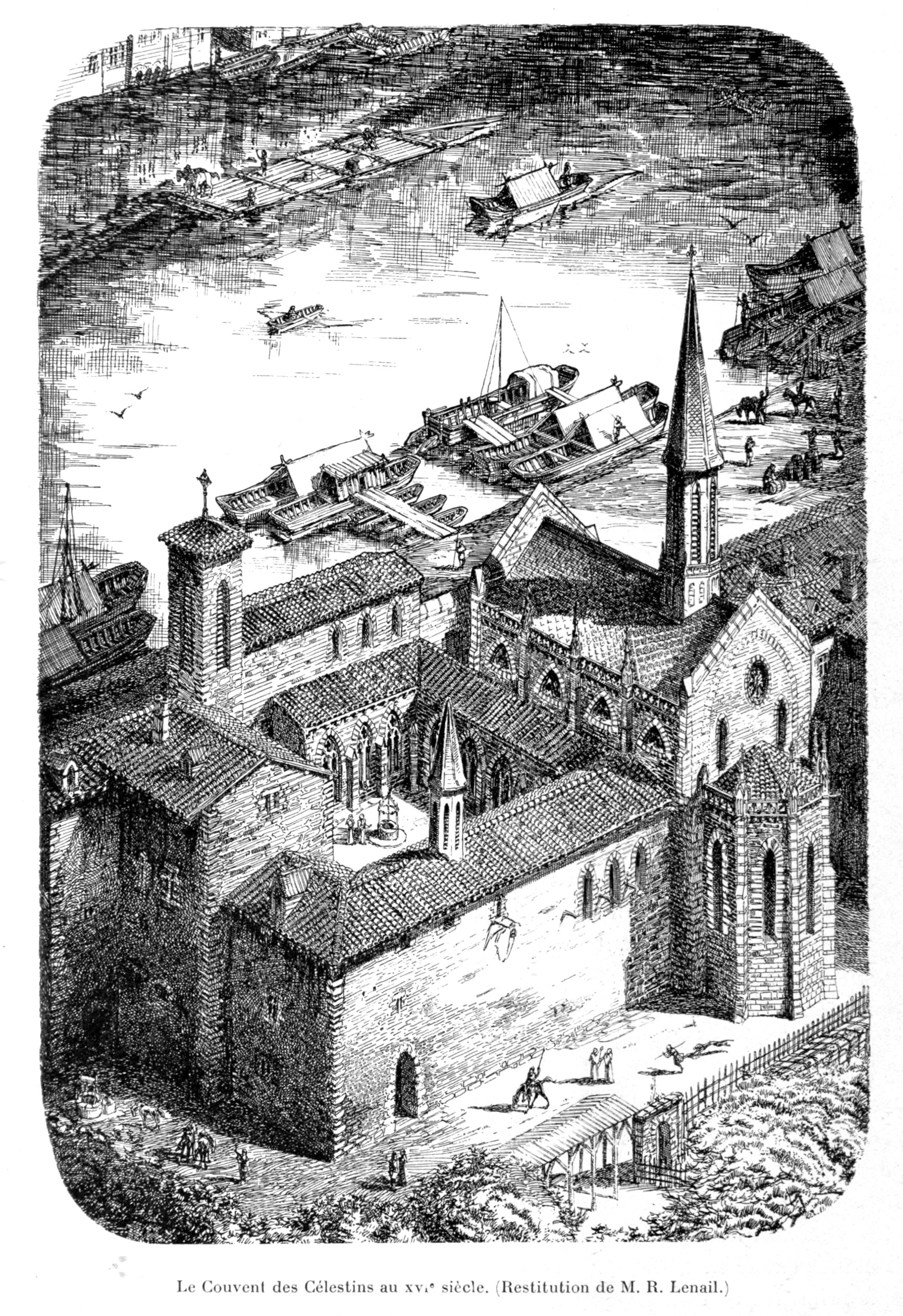
Voormalig klooster der celestijnen in Lyon. Linkeroever van de Saône.

Benoît Gonon of Benedictus Gononus (Bourg-en-Bresse, circa 1580 – Lyon, 1656) was een celestijner monnik en auteur. In 1608 trad hij in bij de celestijnen van Lyon, in Frankrijk. 
Hij schreef zes boeken met onderwerpen zoals deugdzaam leven, wonderverhalen en geschiedenis van zijn klooster in Lyon. Hij schreef zowel in het Frans als in het Latijn. Al zijn werken werden uitgegeven door drukkers in Lyon.
- Biblioteca Nacional de España: XX1659612
- Bibliothèque nationale de France: cb14327831t (data)
- Gemeinsame Normdatei: 105545487X
- International Standard Name Identifier: 0000 0000 6130 4041
- Library of Congress Control Number: no94006940
- Nederlandse Thesaurus van Auteursnamen: 240648536
- Réseau des bibliothèques de Suisse occidentale: 02-A012723330
- Système universitaire de documentation: 17805884X
- Virtual International Authority File: 5269214
- WorldCat: E39PBJcwFt8cxMKyjdMjMmTbVC